# Skins
A Skins egy kétszeres BAFTA-nyertes brit televíziós sorozat, melyben egy fiatalokból álló baráti társaság tagjainak mindennapjaiba nyerhetünk betekintést. Legfőbb jellemzője, hogy közvetlenül tárgyal, és mutat be olyan kényes témákat, mint például a fiatalkorúak kábítószer-fogyasztása, a homoszexualitás vagy a mentális betegségek. Műfaját tekintve ifjúsági dráma, első epizódját 2007. január 25-én mutatta be a brit E4 televíziós csatorna. 2011. január 17-én mutatta be az MTV csatorna a sorozat észak-amerikai adaptációját, a Skins US-t. A brit sorozatot Magyarországon először a Cool TV sugározta szinkronizálva, változatlan címmel, magyarországi premierje 2008. július 31-én volt.

## Főszereplők
| Színész              | Szerep                       | Magyar hang        |
| -------------------- | ---------------------------- | ------------------ |
| Aimee-Ffion Edwards  | Lucy Sketch                  | Nemes Takách Kata  |
| Alexander Arnold     | Rich Hardbeck                | Baráth István      |
| April Pearson        | Michelle Richardson          | Vadász Bea         |
| Dakota Blue Richards | Franky Fitzgerald            | Csifó Dorina       |
| Dev Patel            | Anwar Kharral                | Szvetlov Balázs    |
| Freya Mavor          | Mini McGuinness              | Talmács Márta      |
| Hannah Murray        | Cassandre „Cassie” Ainsworth | Molnár Ilona       |
| Jack O’Connell       | James Cook                   | Moser Károly       |
| Jessica Sula         | Grace Violet Blood           | Mánya Zsófi        |
| Joe Dempsie          | Christopher „Chris” Miles    | Hamvas Dániel      |
| Kathryn Prescott     | Emily Fitch                  | Csuha Bori         |
| Kaya Scodelario      | Elizabeth „Effy” Stonem      | Szabó Zselyke      |
| Larissa Wilson       | Jalander „Jal” Fazer         | Bogdányi Titanilla |
| Laya Lewis           | Olivia „Liv” Malone          | (n. a.)            |
| Lily Loveless        | Naomi Campbell               | Mezei Kitty        |
| Lisa Backwell        | Pandora Moon                 | Sánta Annamária    |
| Luke Pasqualino      | Frederick „Freddie” Mclair   | Halasi Dániel      |
| Megan Prescott       | Katie Fitch                  | Berkes Boglárka    |
| Merveille Lukeba     | Thomas Tomone                | Szokol Péter       |
| Mike Bailey          | Sidney „Sid” Jenkins         | Joó Gábor          |
| Mitch Hewer          | Maxxie Oliver                | Steiner Kristóf    |
| Nicholas Hoult       | Anthony „Tony” Stonem        | Markovics Tamás    |
| Ollie Barbieri       | Jonah Jeremiah „JJ” Jones    | Czető Roland       |
| Sean Teale           | Nick Levan                   | (n. a.)            |
| Sebastian De Souza   | Matthew „Matty” Levan        | Előd Botond        |
| Will Merrick         | Aloysius „Alo” Creevey       | Karácsonyi Zoltán  |
| Sam Jackson          | Alexander „Alex” Henley      | (n. a.)            |
| Daniel Kaluuya       | Posh Kenneth                 | (n. a.)            |

## Cselekmény
|  | Alább a cselekmény részletei következnek! |

### Első generáció (2007-2008)
- Anthony (Tony) Stonem – Tony 17 éves, a társaság legnépszerűbb és legsármosabb tagja, született vezéregyéniség. Sid a legjobb barátja, akit viszont ezért többször ki is használ, mivel Sid mindenkivel nagyon készséges. Ezt Tony úgy hálálja meg, hogy azon van, hogy barátja minél előbb veszítse el a szüzességét.  Szeret jót nevetni, főként mások kárán. Elragadó stílusa és magabiztossága jellemzi. Általában mindenki kedveli, és a maga módján ezt viszonozza is. Barátnője szakít vele, miután látja, amint Tony viszonyt kezd Maxxie-vel. Ezután kiközösítik a barátai. Húgával, Effy-vel nagyon megértik egymást, ő az akivel Tony mindent megbeszélhet és akinek saját magát adhatja. Balesete után gyorsan felépül és Michelle-lel is hamarosan újra egy párt alkotnak.
- Michelle Richardson – egy középiskolás diáklány. Barátja Tony Stonem. A szülei elváltak, az anyja pedig évente cserélgeti a férjeit, akikkel Michelle rendszerint nem jön ki, mert szerinte mindegyik csak kihasználja az anyját. Legjobb barátnője Jal Fazer. Szeret divatosan, és kirívóan öltözködni, és mindamellett, hogy sokat flörtöl más fiúkkal nagyon szereti a barátját. A második évadban összejön Sid-del, de aztán rájön, hogy ő mindig is Tonyhoz tartozott/tartozik.
- Anwar Kharral – Egy muszlim srác, aki bár rendesen gyakorolja a vallását, mégis néha enged az alkohol, a dohányzás, és a nők csábításának. Ez akkor válik kellemetlenné számára, mikor összeveszik a legjobb barátjával Maxxie Oliver-rel szexuális irányultsága miatt, mivel Maxxie homoszexuális.
- Cassandra (Cassie) Ainsworth – Egy anorexiás lány, akit sokan különcnek tartanak, mert nem eszik. Szerelmes Sid Jenkinsbe, aki viszont Michelle-t szereti. Súlyokat aggat magára, csakhogy kiengedjék a szanatóriumból, ahol az anorexiája miatt kezelik. Kicsúszik a lába alól a talaj, és túladagolja magát, de nem hal meg, viszont újra a klinikán találja magát öngyilkossági kísérlete miatt. A második évadban összejön Siddel, de sokat vitatkoznak, többször szakítanak. Végül New Yorkba megy.
- Christopher (Chris) Miles – Chris gyógyszerfüggő, ő a társaság talán legviccesebb tagja. Tipikus, hogy ő is a pillanatnak él. Az anyjával lakik, aki egyszer csak  otthagyja az üres lakásban. Az apja pedig nem törődik vele, mert új családja van. Volt egy öccse, akit nagyon szeretett, és aki mindig mellette állt, de meghalt. Szerelmes lesz a pszichológia tanárnőjébe, aki viszonozná is a szerelmét, de végül mégsem teljesedik ki a kapcsolat, mivel a tanárt már eljegyezték. Chris és Jal összejönnek, és Jal terhes lesz, de a babát később elveteti.
- Elizabeth (Effy) Stonem – Tony húga, aki átveri a szüleit, és titokban éjszakai életet él. Rendszerint Tony falaz neki, hogy ne bukjon le a szüleinél.
- Jalander (Jal) Fazer – Egy fekete lány, aki klarinétozik. Talán ő a társaság legösszeszedettebb tagja. Nincs káros szenvedélye sem, sőt ha valakinek valami nyomja a szívét, ő az aki segíteni próbál neki. Michelle a legjobb barátnője. A második évadban összejön Chris-szel, akitől terhes lesz, de a baba elvetése mellett döntenek.
- Sidney (Sid) Jenkins – Tony a legjobb barátja. Gyerekkora óta szerelmes Michelle-be. Ő a legkészségesebb. Mindenre rá lehet venni, és mindenhol ott van. Beceneve Sid. Az apjával él, miután az anyja elköltözött. A szülei nem becsülik meg, és nem tartják életrevalónak. A második évadban több veszteség is éri: apja halála, Cassie-vel való szakítása.
- Maxxie Oliver – Egy meleg srác, aki nagyon szeret táncolni, és eldöntötte, hogy tánciskolába akar menni, de az apja először nem engedi neki, majd beletörődik. Legjobb barátja Anwar.
- Lucy Sketch – Sketch fogyatékos anyját egyedül ápolja. Teljesen szerelmes Maxxie-be, és csak hogy egyszer is megcsókolhassa bármeddig képes elmenni. Kirúgatja a drámatanárt, majd Michelle-nek gyógyszereket ad, így ő nem tud fellépni a darabban Maxxie-vel. Sketch elintézi, hogy ő ugorjon be Michelle helyére, és így végül csókolózhat Maxxie-vel. Gonosz terve azonban kiderül, és a csapat kiközösíti. Később Anwar-ral lesz viszonya.

### Második generáció (2009-2010)
- Elizabeth (Effy) Stonem – Tony Stonem húga. Abba a középiskolába kerül Pandora barátnőjével együtt, ahová bátyja járt. Titokzatos  és csalóka. Méh – királynő, aki mindenkit maga köré vonz, önmaga ura és teljesen független.
- Pandora Moon – Effy "barátnője", elég szentimentális, bolondos alak. (Előző évadokban ismerte meg Effyt.)
- James Cook – Önmagát nagyra tartja, mindenki felett uralkodni akar, szeret bajt keverni. De igazából ez csak külsőség , legbelül össze van törve mert úgy érzi nincs senkije .
- Frederick (Freddie) Mclair – Deszkás, füves srác, aki kordában tartja Cook-ot. A kerti fészerben bújik el a problémái elől.
- Jonas Jeremiah (JJ) Jones – Bűvész aki minden helyzetet a "varázslással" oldana meg, mint pl. a randizást. Mentális problémáktól szenved, ami Freddie-nek sok gondot ad Cook-on kívül is. Mindent túlreagál és tudományos választ akar adni.
- Katie Fitch – Szeret a középpontban lenni, elnyomja az ikertestvérét Emily-t. A feltűnés vonzza.
- Emily Fitch – A saját félénksége miatt a testvére árnyékában él. Kitöréseit viszont észre sem veszik.
- Naomi Campbell – Elvekkel rendelkező, szenvedélyes, szereti a politikát, nem szereti az előítéleteket. Egy régi pletyka miatt elterjed róla, hogy a lányokat szereti.
- Thomas Tomone – Afrikából épp csak most költözött Bristol-ba, aranyos, őszinte és szeretetreméltó. Imádja a zenét.

### Harmadik generáció (2010–2011)
- Aloysius (Alo) Creevey – Alo egy vörösesszőke hajú tinédzser, aki gyakran lakik Rich Hardbeckkel a furgonjában. Van egy kutyája, és érdeklődik a viktoriánus pornógráfia iránt. Egy farmon él ami miatt sokat kéne segítenie otthon.
- Franky Fitzgerald – Frankyt egy androgün lányként mutatják be a készítők. Oxfordból érkezik a Roundview College-ba, ahonnan azért menekült el, mert lánytársai őt megalázó fotókat osztottak meg egy közösségi oldali adatlapján. Franky azzal küzd, hogy elfogadja új életét, és közben összebarátkozik Minivel, Livvel és Grace-szel, bár Minivel szemben igen gyanakvó. Rájön, hogy ezzel a barátsággal ellenszegül valódi személyiségének és visszatér régi stílusához. Ezzel kivívja Mini ellenszenvét, aki megpróbálja ellene fordítani Livet és Gracet. Az utóbbi esetben nem jár sikerrel, Grace szembeszáll Minivel és Franky után megy. Frankyről ismert, hogy animátor, és két korábbi katona szülő adoptált gyermekeként a birtokában van egy másolat revolver, ami igazi golyókat lő ki.
- Grace Violet Blood – Grace Mini klikkjének harmadik tagja. Egy lányiskolából érkezett a Roundview College-ba, szereti a balettet és a színjátszást. Richnek segítene barátnőt keresni, de végül ő kezd el vele randizni egy Napalm Death koncert után a második epizódban.
- Olivia (Liv) Malone – Livet Mini és Grace barátnőjeként ismerhetjük meg. "Party-arc", két barátnőjénél sokkal lobbanékonyabb. Kétszer iszik meg egy üveg vodkát, először Matty, majd Mini bocsánatáért. A harmadik epizódban lefekszik Mini barátjával, Nickkel.
- Matty Levan – Matty már az első részben feltűnik, ahol találkozik a zavart Frankyvel egy gyártelepen.  Rejtélyes, központi szerephez először Liv epizódjában jut, ahol megtudhatjuk, hogy Nick testvére.
- Mini McGuinness – Minit egy Graceből, Livből és belőle álló csoport méh-királynőjeként ismerhetjük meg. Divatközpontú, nagyon materialista, amivel megpróbálja elrejteni öntudatát súlya és szüzessége felett.  Nick barátnője, későbbi epizódok bemutatják Nick hűtlenségét Livvel, ami feszültséget kelt barátja és legjobb barátnője között.
- Nick Levan – Mini barátja, szeret rugbyzni. Matty testvére, és miután Matty a Marokkói nyaralás után ott marad Marokkóban, Nick próbál neki segíteni abban, hogy visszajuthasson Bristolba, de végül csúnyán átverik ami miatt úgy érzi feleslegesen csinált mindent.
- Rich Hardbeck – Rich egy lelkes "metálhead", Alo barátja. Ízlése a heavy metal zene terén néha megdöbbenést okoz a barátok között. Richnek makacs elképzelései vannak azon a téren, hogy milyen barátnőt szeretne, nem akar kompromisszumot kötni, és ez problémákat szül amikor vonzóvá válik Grace számára. Öltözködési stílusa, akárcsak Frankyé sötét képet vált ki Miniből, ami azt okozza, hogy egyike lesz a "száműzötteknek".
- Alexander (Alex) Henley – Alex egy meleg fiú, aki dobókockájára bízza döntéseit. Folyamatosan ápolja, vigyáz és odafigyel nagymamájára. Miután Livvel megismerték egymást, barátok lesznek viszont a társaság többi tagja nem nagyon szereti Alexet, pedig Alex mindent megpróbál, hogy jóban legyenek vele.

## Epizódok
A sorozatnak összesen hét évadja készült el. Az első évad kilenc, a második és a harmadik évad tíz-tíz, a negyedik és az ötödik évad nyolc-nyolc, a hatodik évad tíz, a hetedik évad pedig hat részes volt. A sorozat érdekessége, hogy két évadonként lecserélik (szinte) az egész szereplőgárdát. Ennek következtében míg az első és a második évadban ugyanazok a szereplők játszanak, addig a harmadik és negyedik évad szereplőgárdája lényegesen átalakul (csak két szereplő, Effy és Pandora maradnak meg). Az ötödik és hatodik évadhoz ismét lecserélik a korábbi két évad szereplőit. A hetedik évad eltér az összes korábbitól, ebben az új szereplők kevésbé hangsúlyosak, és mellettük több, a korábbi évadokból ismerős karakter is feltűnik. Az utolsó évadban a cselekmény középpontjában alapvetően az előző évadok egyes karakterei állnak.
Egy epizód átlagosan 47 perc játékidejű, és minden részben egy-egy szereplő élete kerül előtérbe, mellette azonban a fő eseményszál is folyamatosan halad előre.

## Fordítás
- Ez a szócikk részben vagy egészben  a   Skins (UK TV series) című angol Wikipédia-szócikk fordításán alapul.  Az eredeti cikk szerkesztőit annak laptörténete sorolja fel. Ez a jelzés csupán a megfogalmazás eredetét és a szerzői jogokat jelzi, nem szolgál a cikkben szereplő információk forrásmegjelöléseként.